# 510466 Varna
510466 Varna este o planetă minoră (asteroid) din Inner Main Belt⁠(d). A fost descoperită pe 24 noiembrie 2011 la Haleakalā Observatory⁠(d) de Pan-STARRS1⁠(d) și a fost numită după Varna. 
Obiectul prezintă o orbită caracterizată de o semiaxă mare de 1,9706730007384 UAi, o excentricitate de 0,08391740250788, o înclinație de 22,378776657227 ° în raport cu ecliptica.